# Rochambeau (1865)
Le Rochambeau était un navire de la Marine française, en service sous ce nom de 1867 à 1874. Il avait initialement été construit pour la Marine américaine, sous le nom d'USS Dunderberg, mais fut refusé par son acheteur initial.
Si sa carrière fut brève et ne fut marquée par aucun fait d'armes particulier, le Rochambeau est noté par les historiens de la marine, car avec ses 115 mètres de long il compte parmi les plus longs navires jamais construits en bois, du moins parmi ceux ayant une existence historique parfaitement attestée.

## Conception
La conception du navire dérivait de celle du CSS Virginia, premier d'un type de cuirassés sudistes pendant la guerre de Sécession.

## Histoire
La construction de l'USS Dunderberg commence en octobre 1862 aux chantiers Etna Iron Works (en) à New York. Achevé en 1867 après la fin de la guerre de Sécession, il n'entre pas en service, la politique de l'United States Navy étant à la réduction du nombre d'unités. La presse anglaise se faisant alors l'écho d'un éventuel rachat par l'Empire allemand, la France anticipa l'opération en rachetant le navire. Ramené en France en quelques jours et renommé Rochambeau, il subit une première refonte après des problèmes détectés lors des essais. En 1868, le capitaine de vaisseau Krantz en prend brièvement le commandement. Peu utilisé à cause de ses faibles qualités marines, le navire est seulement armé quelques semaines durant la guerre franco-allemande de 1870, sous les ordres du commandant Bonic. Il intègre ainsi brièvement l'escadre du Nord du 8 juillet au 29 septembre, date à laquelle il rentre à Cherbourg. Mis en réserve, il est déplacé à Brest l'année suivante puis retiré du service le 7 mars 1871 avant d'être rayé des listes le 15 avril 1872 et démoli durant les deux années qui suivent.